# Humber Light Reconnaissance Car
La Humber Light Reconnaissance Car era un veicolo corazzato da ricognizione prodotto in Gran Bretagna durante la seconda guerra mondiale. Alcuni mezzi per impieghi particolari furono denominati con il nome di Ironside.

## Storia
Prodotta dalla Rootes la Humber Light Reconnaissance Car era una autoblindo realizzata sul telaio, leggermente modificato, della vettura di lusso Humber Super Snipe. Lo scafo era saldato ed era stata montata una piccola torretta. Altri interventi riguardarono l'adozione di ruote corrispondenti agli standard militari e in particolare dotate di gomme piene. Il veicolo era inoltre equipaggiato con un apparato radio N°19. tra il 1940 e il 1943 ne furono prodotte circa 5.000.
Venne utilizzata a partire dal 1941 principalmente dai reggimenti di fanteria, quale veicolo per la ricognizione, e dai reggimenti della Royal Air Force in Tunisia, Italia e Europa occidentale.
Tre di questi mezzi furono modificati per essere utilizzati dalla Famiglia Reale e dai ministri del Governo ed erano conosciuti con il nome di Ironside Saloon.
Dopo la fine del conflitto vennero impiegate dalle unità britanniche dislocate in India e in estremo oriente.

## Versioni
- Mk. I: versione originale datata di torretta a cielo aperto
- Mk. II: versione con torretta chiusa e armata con una mitragliatrice. Altre migliorie introdotte in questa versione furono una migliore aerazione del motore, una parte anteriore ridisegnata con il visore del pilota ricavato nella zona superiore della piastra inclinata frontale
- Mk. III: versione del 1941 dotata di trazione integrale e simile nell'aspetto esterno alla Mk. II.
  - MK. IIIA: versione del 1943 dotata di visori addizionali agli angoli anteriori dello scafo.